# Рональд Лангон
Рональд Лангон (ісп. Ronald Langón, нар. 6 серпня 1939) — уругвайський футболіст, що грав на позиції півзахисника. Виступав, зокрема, за клуб «Дефенсор Спортінг», а також національну збірну Уругваю.

## Клубна кар'єра
У дорослому футболі дебютував 1960 року виступами за команду «Дефенсор Спортінг». У сезоні 1962 року виступав разом з командою в Прімера Дивізіоні. У 1964 році перейшов у «Насьйональ». З 1966 по 1969 рік захищав кольори клубів «Рампла Хуніорс» та «Уракан Бусео».
У 1970 році підписав контракт з венесуельським клубом «Депортіво Галісія». Наприкінці кар'єри виступав за інший венесуельський клуб, «Тікіре Арагуа».

## Виступи за збірну
1961 року дебютував у складі національної збірної Уругваю. Поїхав на чемпіонат світу 1962 року у Чилі. Зіграв на груповому етапі в поєдинку проти Колумбії. Загалом протягом кар'єри у національній команді, яка тривала 6 років, провів у її формі 11 матчів.

## Досягнення
«Насьйональ»
- Кубок Лібертадорес
  -  Фіналіст (1): 1964